# Associazione Sportiva Giana Erminio 2021-2022
Questa voce raccoglie le informazioni riguardanti l'Associazione Sportiva Giana Erminio nelle competizioni ufficiali della stagione 2021-2022.

## Organigramma
Area tecnica

## Societario
Area direttiva
Area comunicazione e marketing
Area sportiva

## Rosa
Aggiornata al 30 agosto 2021.
| N. |                   | Ruolo | Calciatore           |
| -- | ----------------- | ----- | -------------------- |
| 1  | Italia (bandiera) | P     | Alessandro Zanellati |
| 2  | Italia (bandiera) | D     | Simone Perico        |
| 3  | Italia (bandiera) | D     | Alberto Barazzetta   |
| 4  | Italia (bandiera) | C     | Riccardo Cazzola     |
| 5  | Italia (bandiera) | D     | Marco Carminati      |
| 6  | Italia (bandiera) | D     | Antonio Magli        |
| 7  | Italia (bandiera) | C     | Daniele Pinto        |
| 8  | Italia (bandiera) | C     | Simone Ferrari       |
| 9  | Italia (bandiera) | A     | Alessandro Corti     |
| 10 | Italia (bandiera) | A     | Fabio Perna          |
| 11 | Italia (bandiera) | C     | Riccardo Vono        |
| 12 | Italia (bandiera) | P     | Lorenzo Avogadri     |
| 14 | Italia (bandiera) | D     | Federico Gulinelli   |

| N. |                   | Ruolo | Calciatore        |
| -- | ----------------- | ----- | ----------------- |
| 15 | Italia (bandiera) | D     | Simone Bonalumi   |
| 17 | Italia (bandiera) | A     | Nicolò Corti      |
| 18 | Italia (bandiera) | C     | Christian Acella  |
| 20 | Italia (bandiera) | C     | Nicolò Palazzolo  |
| 21 | Italia (bandiera) | D     | Giulio Magri      |
| 22 | Italia (bandiera) | P     | Nicolò Casagrande |
| 23 | Italia (bandiera) | D     | Lorenzo Caferri   |
| 24 | Italia (bandiera) | C     | Michele D'Ausilio |
| 25 | Italia (bandiera) | D     | Davide Pirola     |
| 26 | Italia (bandiera) | C     | Claudio Messaggi  |
| 27 | Italia (bandiera) | A     | Andrea Tremolada  |
| 28 | Italia (bandiera) | C     | Michel Panatti    |
| 33 | Italia (bandiera) | D     | Lorenzo Colombini |

## Risultati

### Play-out
| Arbitro: | Federico Longo (Paola) |

|                            |           |                                        |
| Perico 16’ Palazzolo 90+1’ | Marcatori | 61’ Izzillo 67’ Trainotti 85’ Pasquato |

| Arbitro: | Di Cairano (Ariano Irpino) |

|             |           |  |
| Bocalon 10’ | Marcatori |  |